# 硒代乙酰胺
硒代乙酰胺是一种有机化合物，化学式为C2H5NSe。它可由乙腈和五硒化二磷在乙醇水溶液中反应得到。它和4'-硝基-2-溴苯乙酮在乙醇中回流，可以得到4-(4-溴苯基)-2-甲基硒唑；和2-氯-2-甲酰基乙酸乙酯反应，得到2-甲基硒唑-5-甲酸乙酯。它和水反应，产生乙酸。